# Francis Lewis
Francis Lewis (né le 21 mars 1713 à Llandaff — mort selon les sources le 31 décembre 1802 ou le 30 décembre 1803 à New York) est un signataire de la Déclaration d'indépendance des États-Unis. 

## Biographie
Né au Pays de Galles et seul enfant du Révérend Francis Lewis, il fut très tôt orphelin. Élevé en Écosse, il va intégrer une société de commerce londonienne, et s'installer à Whitestone dans la colonie américaine de New York. Fait prisonnier par les Français en 1756, du fait de la guerre de Sept Ans, il aborde la carrière politique à son retour en Amérique. 
Membre du congrès de l'État de New York il est élu délégué auprès du Congrès continental en 1775, et signe la déclaration d'indépendance de l'Union en 1778. 
Sa propriété de Long Island sera brûlée lors de la guerre d'indépendance.
Son fils, Morgan Lewis sera gouverneur de l'État de New York. 